# ¡Alarma! (album)
¡Alarma! è un album del 1981 della band Daniel Amos, prodotto dalla Newpax Records.

## Storia
¡Alarma! fu il primo di una serie di quattro chiamata The ¡Alarma! Chronicles, ce include anche Doppelgänger, Vox Humana e Fearful Symmetry. Nei tour che seguirono ogni lancio la band presentò un evento multimediale con video sincronizzati alla musica, cosa usuale per l'inizio degli anni ottanta. Questo album, così come gli altri tre delle Alarma! Chronicles, furono messi sul mercato come parte del set ¡Alarma! Chronicles Book nel 2000. Il Book Set includeva 3 CD, più di 200 pagine di testi, foto, note, saggi, interviste ed altro.
Questo album fu classificato al 62º posto nel libro CCM Presents: The 100 Greatest Albums in Christian Music (Harvest House Publishers, 2001).
L'etichetta discografica Alarma Records ha preso il suo nome proprio dall'album ¡Alarma!.

## Tracce
Lato A
1. Central Theme (Taylor)
2. ¡Alarma! (Taylor)
3. Big Time/Big Deal (Taylor)
4. Props (Taylor)
5. My Room (Taylor)
6. Faces To The Window (Taylor)
7. Cloak & Dagger (Taylor/Chamberlain)
8. Colored By (Taylor)

Lato B
1. C & D Reprise (Taylor/Chamberlain)
2. Through The Speakers (Taylor)
3. Hit Them (Taylor)
4. Baby Game (Taylor)
5. Shedding The Mortal Coil (Taylor/Cook/Chamberlain)
6. Endless Summer (Taylor/Chamberlain)
7. Walls Of Doubt (Taylor)
8. Ghost Of The Heart (Taylor)

## Formazione

### Daniel Amos
- Terry Scott Taylor – voce e chitarra
- Jerry Chamberlain – chitarra e voce
- Marty Dieckmeyer – basso
- Ed McTaggart – batteria

### Altri musicisti
- Alex MacDougall – percussioni
- Karen Benson – voce (in Ghost of the Heart)